# ビハーラ (医療)
ビハーラ（vihāra）は、サンスクリット語で精舎、僧院、寺院あるいは安住・休養の場所を意味し、現代では末期患者に対する仏教ホスピス、または苦痛緩和と癒しの支援活動を指す。

## 概要
欧米で発祥した「ホスピス」がキリスト教系の響きを持っていることに対し、「ビハーラ」は仏教的独自性を出したことに特徴がある。もともと釈尊の時代から精舎(寺院)には「無常院」と呼ばれる終末施設があり、「ビハーラ」はその現代版といえる。日本でも平安期以降、浄土教において、臨終来迎思想により、「臨終行儀」「糸引き往生」「臨終説法」などがなされてきた。それがこの活動の原点である。
今日、ターミナルケアにおける人間の精神面の重要性が見直され、終末看護と終末看死において仏教者（ビハーラ僧）と医師、看護職ないしソーシャルワーカーなどによるチームワークに注目したことに仏教社会福祉的特徴がある。
さらに近年においては、谷山洋三が「ビハーラとは何か？ー応用仏教学の視点からー」（『パーリ学仏教文化学』19号、2005）で、狭義・広義・最広義の3つのカテゴリーにまとめてビハーラを定義している。狭義とは、「仏教を基盤とした終末期医療とその施設」であり、広義とは、老病死を対象とした、医療及び社会福祉領域での、仏教者による活動及びその施設」を指し、最広義とは、「災害援助、青少年育成、文化事業などいのちを支える、またはいのちについての思索の機会を提供する仏教者を主体とした社会活動」である。しかし、定義はさまざまになされており、定まっていない。
共通して言えることは、臨床の場において、生老病死の苦を超えるために、本人のみならず、家族を含めて仏教に学ぶ活動、もしくは、そのことを行う施設を意味している。

## 沿革
- 1985年に仏教の主体性・独自性を表すため、仏教を背景とするターミナルケアの施設に「ビハーラ」と命名することを、当時佛教大学社会事業研究所に所属していた田宮仁が提唱。また、このことの理念的研究のさきがけは同朋大学の田代俊孝である。彼の著である『仏教とビハーラ運動-死生学入門-』（1999年、法蔵館）はその後のビハーラ運動をリードした。
- 1988年に同朋大学田代研究室に事務局を置いて、医療・仏教関係者を発起人に市民参加の「死そして生を考える研究会(ビハーラ研究会)」(代表田代俊孝)が設立され、卒業生によりこの運動が全国に広まった。
- 1990年「死そして生を考える研究会(ビハーラ研究会)」の活動の一環として田代俊孝が中心となり、真宗大谷派名古屋別院(東別院)に「老いと病のための心の相談室」が開設され、現在は、同別院の事業として継続。
- 1993年に新潟県長岡西病院に最初のビハーラ病棟ができ、その後各地に広まった。
- 1998年には、仏教を学ぶ医療関係者で全国規模のビハーラ医療団が結成され、ビハーラ運動の推進とその普及がはかられている。
- 2008年には城陽市に浄土真宗本願寺派により「あそかビハーラクリニック」が開業した。

## 関係文献
- 『市民のためのビハーラ』シリーズ全5巻・別巻2 「死そして生を考える研究会(ビハーラ研究会)」(代表 田代俊孝)編(1989-1994 同朋舎出版)
- 『ビハーラ医療団講義集』全10巻　ビハーラ医療団(代表 田代俊孝・田畑正久)編 (2012-現在 自照舎出版・合同会社自照社)
- CiNii>ビハーラ
- INBUDS>ビハーラ